# Сигнал тривоги
Сигнал тривоги, іноді аля́рм (фр. à l'arme, англ. Alarm) — сигнал установленої форми (звуковий, світловий тощо), що генерується технічним засобом і подається особою, яка уповноважена ухвалювати рішення з ініціювання дій сил охорони та сил допомоги ззовні для виконання задач системи фізичного захисту.